# أولاد حريز
أولاد حريز قبيلة تابعة لاتحادية قبائل الشاوية بالمغرب. تعتبر مدينة برشيد قاعدة لهم.

## اتحادية قبائل الشاوية
أولاد حريز قبيلة من قبائل إتحادية قبائل الشاوية و هي محصورة عن القبائل التالية :
- قبيلة المذاكرة
- قبيلة أولاد زيان بشطريها موالين الواد والسوالم
- قبيلة مديونة
- قبيلة أولاد سعيد
- قبيلة المزامزة
- قبيلة المزاب

## أصل وتاريخ القبيلة

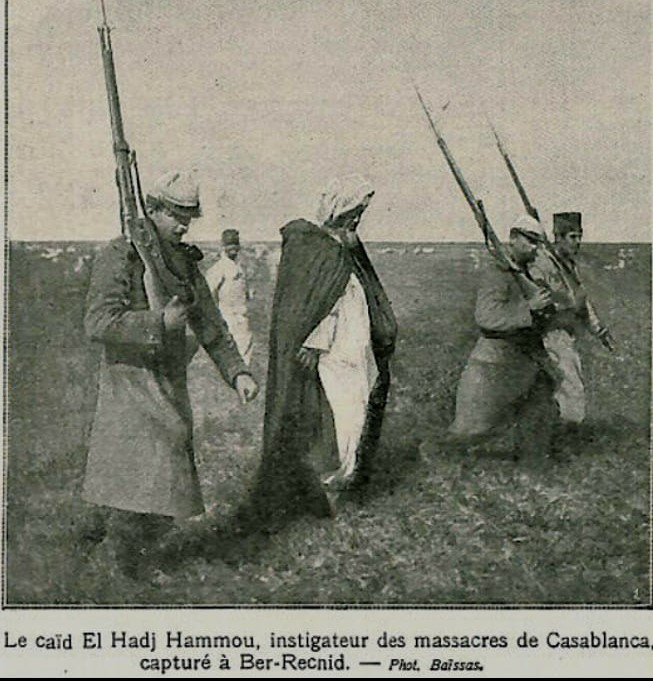
صورة للقائد الحاج حمو بن الحاج الحريزي رهن الإعتقال من طرف المستعمر الفرنسي.

توتتكون في تركيبها السلالي من عناصر مختلفة بعضها أمازيغي والبعض الأخر عربي. وتضم القبيلة كذلك عناصر بشرية من القبائل المجاورة كدكالة وبني عمير وزمور مثلا. وتنقسم أولاد حريز الى الفرق التالية:
- أولاد يعقوب ويتكونون من الأفخاد الاتية: الحلالفة، الحباشة، تاعلاوت، المباركيين.
- أولاد يوسف ويتكونون من الأفخاد الاتية: أولاد عثمان، أولاد علال، أولاد حجاج، العبارة، أولاد سيدي الجيلالي، دغنة.
- أولاد جابر ويتكونون من الأفخاد الاتية: أولاد صالح، أولاد رحال، رياح، أولاد غوفير.
- النواصر وهم زاوية النواصر وزاوية المرابطين.

ومن أشهر وأقدم سكان قبيلة أولاد حريز، أهل رشيد وترجع أصولها إلى بطن فقرا أولاد علال وفخدة أولاد يوسف من قبيلة أولاد حريز، وتنتمي أصول أهل برشيد إلى جدهم الأعلى سيدي عامر بن الحسن بن بلقاسم المنحدر من جده الأعلى سيدي عيسى بن ادريس دفين قبيلة أيت عتاب في أعالي منطقة تادلا، وأغلب ذريته تقطن بالقرب من محطة القطار بمدينة برشيد، ومن أشهر رؤسائهم القائد عثمان وابنه القائد بوشعيب بن عثمان، وكانت قيادته تشمل قبائل أولاد حريز والمداكرة وأولاد علي وأولاد زيان وأولاد مراح (مزاب) والزيايدة في عهد السلطان مولاي سليمان العلوي سنة 1220هـ موافق 1805م مدة 12 سنة، وأثناء حكمه أسس قصبة برشيد التي أتم بناءها أبناءه من بعده، وبعد وفاته تولى ابنه القائد الحطاب جميع مهام والده القيادية مدة 11 سنة إلى وفاته، وتولى القيادة بعده عمه أخ القائد بوشعيب وهو القائد رشيد بن عثمان والذي استمر حكمه 11 سنة، وبعده تولى ابنه القائد محمد بن رشيد الذي استمر حكمه 18 سنة، وبعده تولي ابنه القائد رشيد بن محمد بن رشيد، والذي دام حكمه ثلاث سنوات، وفي عهده طلبت بعض القبائل من السطان الاستقالة من قيادة آل برشيد، وأن يختص بقيادة أولاد حريز والمداكرة وأولاد علي فقط، فقبل السلطان طلبهم، وعين قائدا خاصا لكل من قبيلة أولاد زيان وأولاد مراح (مزاب) والزيايدة، وبعد وفاة القائد رشيد بن محمد الحريزي تولي أخوه القائد عبد السلام بن محمد الحريزي القيادة مدة 35 سنة، وبعد وفاة السلطان مولاي الحسن الأول العلوي حفر القائد عبد السلام الحريزي خندقا عريضا وعميقا خارج قصبته مخافة هجوم قواد قبائل الشاوية عليه، واشتهر عنه أنه ساعد السلطان مولاي عبد العزيز في محاربة الثائر بوحمارة، لكنه توفي في طريق عودته إلى بلاده، وتولي بعده ابنه القائد الحاج أحمد بن عبد السلام الحريزي والذي دام حكمه سنة واحدة، بسبب وفاته في تازة اثر اصابته برصاص ثوار بوحمارة، وتولي بعده ابن عمه القائد الحاج حمو بن الحاج محمد ودام حكمه سنتين توفي بعدها في الدارالبيضاء، وفي هذه الفترة ظهر في الساحة قائدين وهما ابن السابق القائد الحاج محمد بن الحاج حمو، والقائد محمد بن عبد السلام الحريزي، وكانا جميعا في فاس حيث عين السلطان الأول قائدا والثاني خليفة، وهنا بدأ الصراع بين القائدين حيث كون الثاني حلفاءه من قادة القبائل المجاورة لمحاربة بن عبد السلام، وقرر بن عبد السلام الفرار إلى فاس ليلا، ووقع الهجوم على قصبة برشيد وهدموا بيوتها وفر مساجينها وذلك في سنة 1323هـ موافق 1905م.

## من أعلام قبيلة أولاد حريـز
- أحمد المديني، أديب
- أحمد غرباتوي، أديب
- الشهيد المكي بن عمرو،مقاوم

الحاج يونس فنان أمهر عازفي آلة العود